# Слатино (област Перник)
Вижте пояснителната страница за други значения на Слатино.
Слатино е село в Западна България. То се намира в община Ковачевци, област Перник.

## География
Село Слатино се намира в планината Черна гора. На южния склон на връх Тумба (1128 м.). Слатино отстои на 5 км от общинския център Ковачевци.

## История
В 1955 година към Слатино е присъединено село Костуринци. През елинистическата епоха е имало малка крепост с 1 м дебели стени, с големи камъни без спойка. Крепостта се свързва с траките. Костуринци е старо средновековно селище, познато като тимар на кааза Радомир от средата на XV в. Малко по-късно, през 1576 г., името на селото е вписано в списъка на джелепкешаните като Костуринче. Името на село Слатино от изчезналото значение на думата слатино-солен извор. До Освобождението селото е било турски чифлик, а след това е заселено от преселници от други села. Миграционният процес в двете селища е бил много силен, като се има предвид, че през 1934 г. село Слатино е наброявало 354 души.
1. ↑  www.grao.bg